# فيروس الإنفلونزا أ H7N2
فيروس الإنفلونزا أ H7N2 هو أحد أنماط فيروس الإنفلونزا أ، وهو قادر على التسبب بالإنفلونزا لدى الطيور. سبب الفيروس العديد من الفاشيات للإنفلونزا في مزارع الدواجن، كما له القدرة على التسبب بالعدوى لدى البشر وخاصة العاملين في مجال الدواجن. فقد تم تأكيد إصابة بشرية في فيرجينيا عام 2002 وآخر في نيويورك عام 2003.
كما سبب الفيروس فاشية منخفضة العدوى في مزرعتين للدجاج عام 2004 في ديلاوير وأربعة محلات لبيع الطيور الحية -تجلب من نفس المزارع المصابة- في نيو جيرسي. وعزل الفيروس في مارس من نفس العام في ماريلاند لدى مزارع الدجاج.
في 24 مايو 2007 تم عزل الفيروس من دجاج نافق بسبب الإنفلونزا في عدد من مزارع الدجاج في ويلز. وأدى انتشار العدوى إلى قتل الواجن في 32 مزرعة كإجراء وقائي للحد من انتشار الفيروس. وأدت هذه الفاشية إلى إصابة أربعة من العاملين في المزارع. وفي بداية شهر يونيو من العام نفسة تأكد انتشار الفيروس إلى مزرعة للدجاج تبعد 113 كيلومتر (70 ميل) عن مكان الإصابة الأولى، حيث تم قتل كل الدواجن للحد من انتشار المرض.